# Daddy Langbein (1955)
Daddy Langbein ist eine romantische Musikkomödie von Jean Negulesco aus dem Jahr 1955. Es ist die fünfte und zu dem Zeitpunkt aufwändigste Verfilmung des 1912 erschienenen Romans Daddy Langbein von Jean Webster, die sich allerdings nur lose an die Romanvorlage anlehnt. Die Hauptrollen übernahmen Fred Astaire und Leslie Caron.

## Handlung
Millionär und Playboy Jervis Pendleton sieht in einem Waisenhaus in Frankreich zufällig die 18-jährige Julie Andre, die ihn durch ihre liebevolle Art mit den jüngeren Kindern fasziniert. Eine Adoption Julies ist nicht möglich, da ihr Alter Klatsch und einen Skandal in der High Society verursachen würde. Jervis entschließt sich daher, als anonymer Gönner das Studium Julies in einem College in Walston, Massachusetts zu finanzieren. Die einzige Gegenleistung Julies sollen regelmäßige Briefe an eine Postfachadresse sein, in denen sie über ihr Studienleben erzählt. Nach zwei Jahren am College und keiner einzigen Antwort auf ihre Briefe ist Julie traurig und frustriert. In New York haben Jervis’ Angestellte Alicia Pritchard und Griggs bisher zwar alle Briefe Julies wie gewünscht archiviert und von Jervis ferngehalten, doch drängen nun auch sie darauf, dass Jervis seinem Mündel schreibt. Der entschließt sich nach der Lektüre ihrer Briefe, sie zu besuchen. Da Julie mit seiner Nichte Linda auf einem Zimmer wohnt, kann er sie unbemerkt auf einem Collegefest sehen. Er verliebt sich in sie, doch ahnt Julie nichts von seiner wahren Identität.
Jervis lädt Linda und Julie nach New York ein; wegen einer Krankheit lässt sich Linda entschuldigen. Nach Zureden von Bekannten wird Jervis klar, dass er sich töricht verhält – schließlich wollte er einem Mädchen einen Diamantring schenken und seine Liebe gestehen, die theoretisch seine Tochter sein könnte. Hals über Kopf verlässt er Julie, die deprimiert auf ihr College zurückkehrt. Jervis reist derweil in der Welt umher, bis Alicia Pritchard und Griggs erneut eingreifen: Er holt Jervis mit einem gefälschten Telegramm nach New York zurück und sie bringt Julie mit dem Versprechen nach New York, endlich ihren Gönner kennenlernen zu dürfen. In Jervis’ Haus treffen beide aufeinander und Julie erkennt, dass ihre große Liebe auch ihr Gönner war.

## Produktion
Ursprünglich war für die Rolle der Julie die Schauspielerin Mitzi Gaynor vorgesehen, doch Fred Astaire setzte sich für Leslie Caron als Filmpartnerin ein. Nach dem Tod seiner Frau während der Dreharbeiten stand Fred Astaire selbst kurz vor der Aufgabe seiner Rolle, entschied sich jedoch am Ende dagegen. In einigen Szenen des Films sind seine Augen noch gerötet, da er sich während der Dreharbeiten immer wieder trauernd zurückzog.
Es war Fred Astaires erster Film in CinemaScope, das ihm mehr Raum in den zahlreichen Tanzsequenzen gab. Für den Film schrieb Johnny Mercer den Klassiker Something’s Gotta Give, der 1955 in Interpretationen der The McGuire Sisters und von Sammy Davis, Jr. die Top 10 der Billboard Charts erreichte. Einen musikalischen Gastauftritt im Film übernahm Ray Anthony mit seinem Orchester.
Der Titel bezieht sich auf Julies Bezeichnung für den unbekannten Gönner, von dem die Kinder im Waisenhaus ihr erzählten, er habe lange Beine gehabt.

## Auszeichnungen
Daddy Langbein wurde 1955 für 3 Oscars nominiert:
- Bestes Szenenbild – Walter M. Scott, Lyle R. Wheeler, John DeCuir, Paul S. Fox
- Beste Filmmusik – Alfred Newman
- Bester Song – Johnny Mercer für „Something’s Gotta Give“

Die Evangelische Filmgilde kürte ihn zum Film des Monats im Oktober 1955.

## Kritik
Das Lexikon des internationalen Films bewertete Daddy Langbein als „humorvoll-romantische Romanverfilmung, die vor allem durch gut choreografierte, märchenhafte Tanz- und Traumszenen zum ungetrübten Vergnügen wird.“ Auch der Evangelische Film-Beobachter zeigt sich voll des Lobes: „Liebesgeschichte als Hintergrund für einen geschmackvollen Unterhaltungsfilm mit Musik, Tanz und Heiterkeit. Ab 14 sehr empfehlenswert.“